# Oberschlettenbach

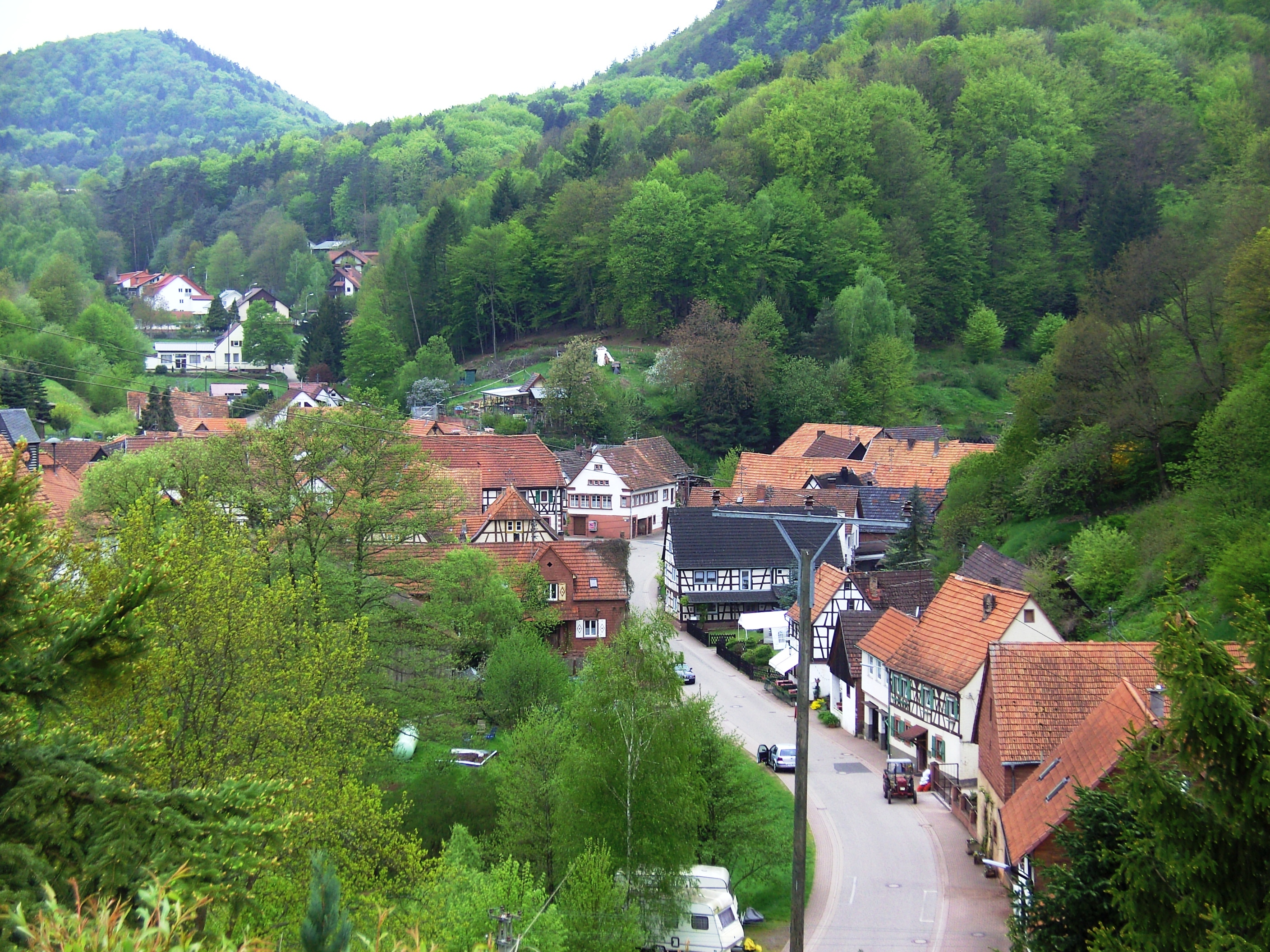
Ortsbild von Oberschlettenbach

Oberschlettenbach ist eine Ortsgemeinde im Landkreis Südliche Weinstraße in Rheinland-Pfalz, innerhalb dessen sie gemessen an der Einwohnerzahl die kleinste Gemeinde darstellt. Sie gehört der Verbandsgemeinde Bad Bergzabern an.

## Geographie

### Lage
Der Ort Oberschlettenbach ist eine Waldgemeinde und liegt im Wasgau, wie der Südteil des Pfälzerwaldes auch genannt wird, mitten im Dahner Felsenland, das wiederum zum Dahn-Annweiler Felsenland gehört. Zu Oberschlettenbach gehören zusätzlich die Wohnplätze Bühlhof im Westen und Hahnenhof im Osten. Nachbargemeinden sind – im Uhrzeigersinn – Schwanheim, Darstein, Vorderweidenthal und Busenberg.

### Erhebungen und Gewässer
Durch das Gemeindegebiet fließt in Nord-Süd-Richtung der Erlenbach, der vor Ort von rechts den Kleisterbach aufnimmt. Am Gemarkungsdreieck zu Busenberg und Vorderweidenthal befindet sich der 447,6 m hohe Puhlstein mit den Buhlsteinpfeilern, an der Grenze zu Busenberg der Löffelsberg (445 m) und an der Grenze zu Schwanheim der Haselberg.

## Geschichte
Der Ort wurde im Jahr 1313 als Slethebach erstmals urkundlich erwähnt. Er gehörte zur Herrschaft Lindelbrunn und damit zum Einflussbereich der Leininger.
Von 1798 bis 1814, als die Pfalz zunächst Teil der Französischen Republik (bis 1804) und anschließend Teil des Napoleonischen Kaiserreichs war, war Oberschlettenbach in den Kanton Annweiler eingegliedert und Sitz einer Mairie, die zusätzlich Darstein, Dimbach und Vorderweidenthal umfasste. 1815 hatte die Gemeinde insgesamt 202 Einwohner. Im selben Jahr wurde der Ort Österreich zugeschlagen. Bereits ein Jahr später wechselte der Ort wie die gesamte Pfalz in das Königreich Bayern. Von 1818 bis 1862 gehörte Ober-Schlettenbach – so die damalige Schreibweise – dem Landkommissariat Bergzabern an; aus diesem ging anschließend das Bezirksamt Bergzabern hervor.
Ab 1939 war der Ort Bestandteil des Landkreises Bergzabern. Nach dem Zweiten Weltkrieg wurde Oberschlettenbach innerhalb der französischen Besatzungszone Teil des Regierungsbezirks Pfalz des damals neu gebildeten Landes Rheinland-Pfalz. Im Zuge der ersten rheinland-pfälzischen Verwaltungsreform wechselte der Ort am 7. Juni 1969 in den neu geschaffenen Landkreis Landau-Bad Bergzabern, der 1978 in Landkreis Südliche Weinstraße umbenannt wurde. 1972 wurde Oberschlettenbach der ebenfalls neu gebildeten Verbandsgemeinde Bad Bergzabern zugeordnet.

## Religion
Die Katholiken gehören zum Bistum Speyer und unterstehen dort dem Dekanat Landau, die Evangelischen zur Protestantischen Landeskirche Pfalz. Ende des Jahres 2013 waren 50,7 Prozent der Einwohner evangelisch und 14,2 Prozent katholisch. Die übrigen gehörten einer anderen Religion an oder waren konfessionslos.

## Politik

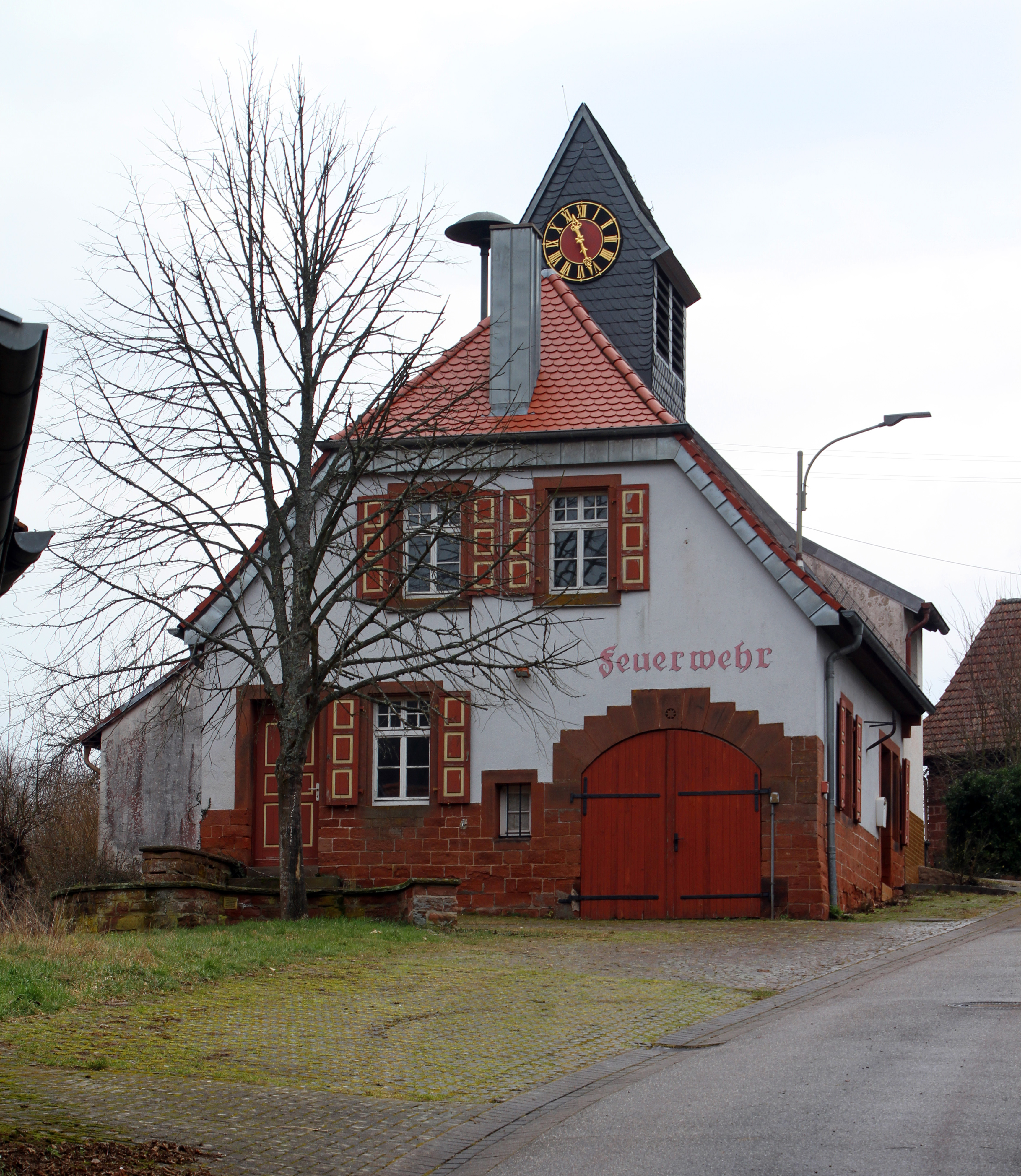
Gemeindehaus

Bei Bundestagswahlen gehört die Gemeinde seit 1965 zum Wahlkreis Südpfalz (bis 1983: Wahlkreis Landau), davor bis 1961 zum Wahlkreis Zweibrücken. Bei Landtagswahlen ist Vorderweidenthal seit 1991 Bestandteil des Wahlkreises Südliche Weinstraße.

### Gemeinderat
Der Gemeinderat in Oberschlettenbach besteht aus sechs Ratsmitgliedern, die bei der Kommunalwahl am 9. Juni 2024 in einer Mehrheitswahl gewählt wurden, und dem ehrenamtlichen Ortsbürgermeister als Vorsitzendem.

### Bürgermeister
Christian Burkhart wurde am 22. Juni 2016 Ortsbürgermeister von Oberschlettenbach, nachdem er bereits seit 2015 als erster Beigeordneter die Amtsgeschäfte geführt hatte. Bei der Direktwahl am 26. Mai 2019 wurde er mit einem Stimmenanteil von 87,95 Prozent in seinem Amt bestätigt. Da bei der Direktwahl am 9. Juni 2024 kein Wahlvorschlag eingereicht wurde, oblag die Neuwahl des Bürgermeisters gemäß rheinland-pfälzischer Gemeindeordnung dem Rat. Dieser bestätigte Christian Burkhart auf der konstituierenden Sitzung am 11. Juli 2024 einstimmig für weitere fünf Jahre in seinem Amt.
Burkharts im Juli 2014 vom Rat gewählter Vorgänger Peter Vollmöller hatte das Amt am 7. September 2015 aufgrund seines Wegzugs aus der Gemeinde niedergelegt. In der vorangegangenen Wahlperiode war bereits der seit 2004 amtierende Ortsbürgermeister Walter Hunsicker im Jahr 2012 zurückgetreten. Danach scheiterten drei Versuche, per Urwahl einen Nachfolger zu bestimmen. Der Gemeinderat wählte dann Anfang 2014 Karl Walter zum Ortsbürgermeister, der zuvor bereits als Beigeordneter die Amtsgeschäfte geführt hatte. Walter trat bei der Kommunalwahl 2014 allerdings nicht erneut an.

### Wappen
| Wappen von Oberschlettenbach | Blasonierung: „Durch eine Wellenline von Blau und Silber gespalten, rechts ein rotbewehrter silberner Adler, links über einer blauen Lillie mit goldenem Wirtel eine achteckige blaue Kapelle.“ |
| Wappen von Oberschlettenbach | Wappenbegründung: Es wurde 1982 von der Bezirksregierung Neustadt genehmigt. Der Adler erinnert an die früheren Rechte der Leininger.                                                           |

### Partnerschaften
Seit 1993 wird eine Partnerschaft mit dem elsässischen Geiswiller, Ortsteil der Gemeinde Geiswiller-Zœbersdorf, gepflegt.

## Kultur und Sehenswürdigkeiten

### Kulturdenkmäler

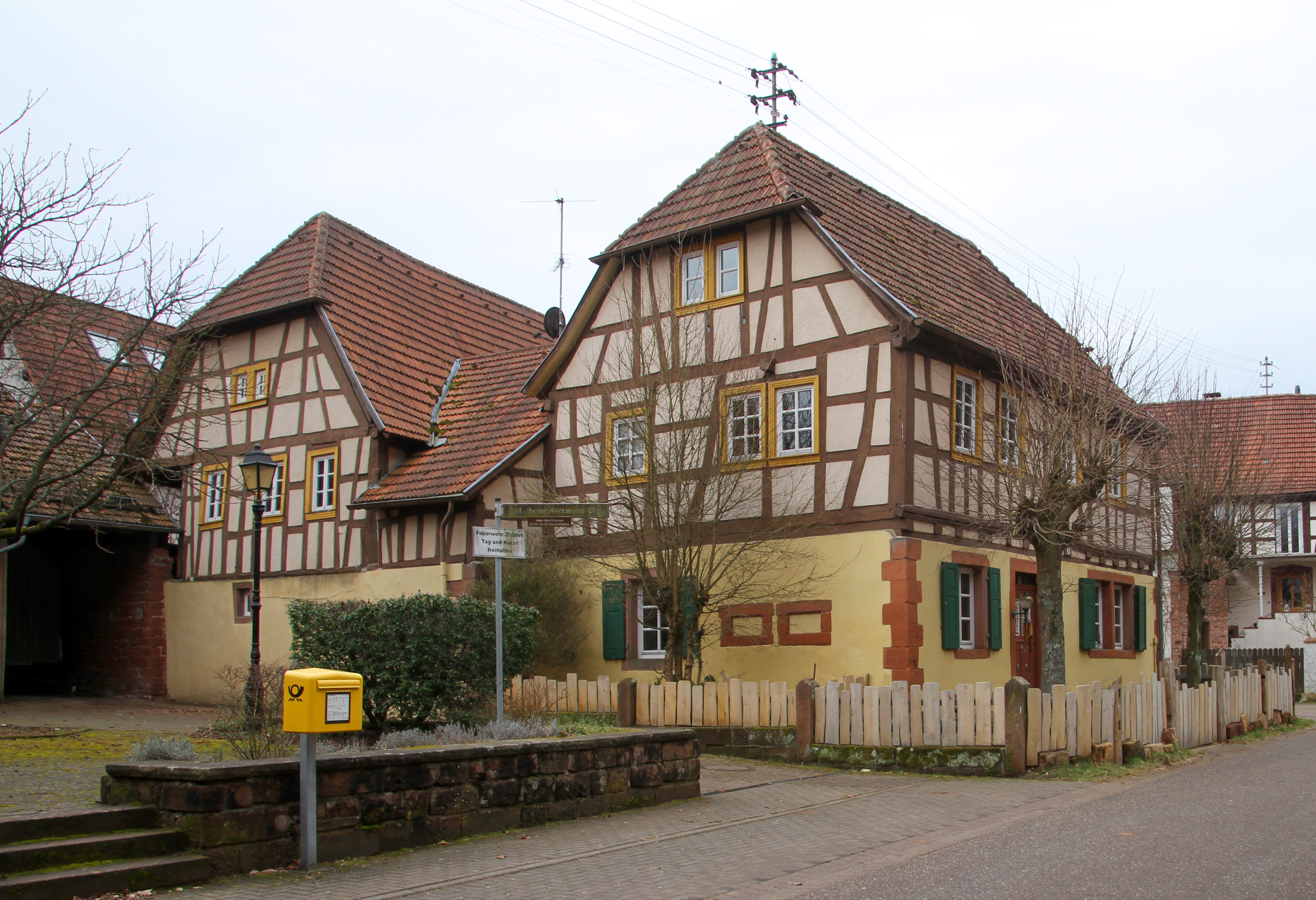
Denkmalgeschützte Hofanlage

Der Ortskern ist als Denkmalzone ausgewiesen. Hinzu kommen außerdem insgesamt elf Einzelobjekte, die unter Denkmalschutz stehen.

### Natur
Die Gemeinde liegt im Naturpark Pfälzerwald, der wiederum zum Biosphärenreservat Pfälzer Wald-Vosges du Nord gehört. Einziges Naturdenkmal vor Ort ist der Rödelstein. Zudem ist der Ort Bestandteil des Klettergebiets Südpfalz und gehört dort zum Vorderweidenthaler Gebiet.

### Regelmäßige Veranstaltungen
Die alljährliche Kerwe findet regelmäßig am ersten Wochenende im September statt.

## Wirtschaft und Infrastruktur

### Wirtschaft
Aufgrund der geographischen Gegebenheiten dominierte vor Ort jahrhundertelang die Forst- und Holzwirtschaft. Die örtlichen Waldgebiete, die Teil des Annweiler Wald sind,  unterstehen dem Forstamt Annweiler.

### Verkehr

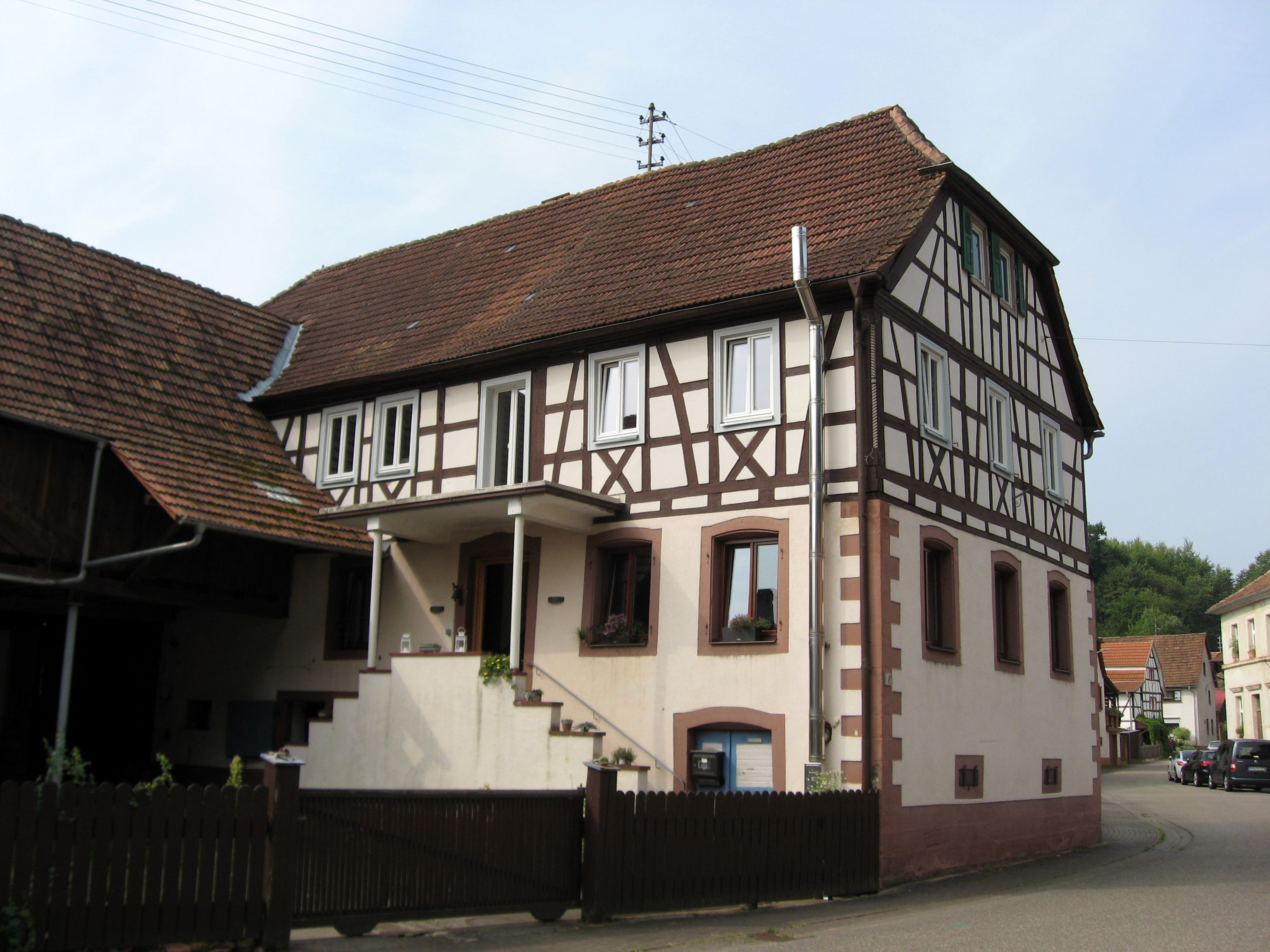
Kreisstraße 9 innerhalb von Oberschlettenbach

Oberschlettenbach ist über die Buslinie 525 des Verkehrsverbundes Rhein-Neckar an das Nahverkehrsnetz angebunden, die nach Bad Bergzabern und Annweiler am Trifels führt. Von Mai bis Oktober fährt zusätzlich die Buslinie 532, die primär dem Ausflugsverkehr dient. Nächstgelegener Bahnhof ist Bad Bergzabern.
Die Landesstraße 490 führt am östlichen Ortsrand am Wohnplatz Hahnenhof vorbei und verbindet ihn mit Niederschlettenbach sowie Annweiler am Trifels. Von dieser zweigt die Kreisstraße 9 ab, die in den Ortskern hineinführt.

### Tourismus
Mitten durch das Siedlungsgebiet verlaufen der sogenannte „Klingbach-Radweg“, der beginnend in Dahn unter anderem über Klingenmünster bis nach Hördt führt und ein Wanderweg, der mit einem gelb-roten Balken markiert ist, der eine Verbindung mit dem Wellbachtal sowie nach Rülzheim herstellt. Durch den Westen der Gemarkung führt ein Wanderweg, der mit einem blau-gelben Balken gekennzeichnet ist, der von Lauterecken bis nach Sankt Germanshof verläuft. Der Ort ist zudem Station für die Tour 13 des Mountainbikeparks Pfälzerwald, die in Dahn ihren Ausgangspunkt nimmt.

### Gericht
Die Gemeinde gehört zum Gerichtsbezirk des Amtsgerichts Landau und wird von deren Zweigstelle in Bad Bergzabern betreut.